# Brulboei

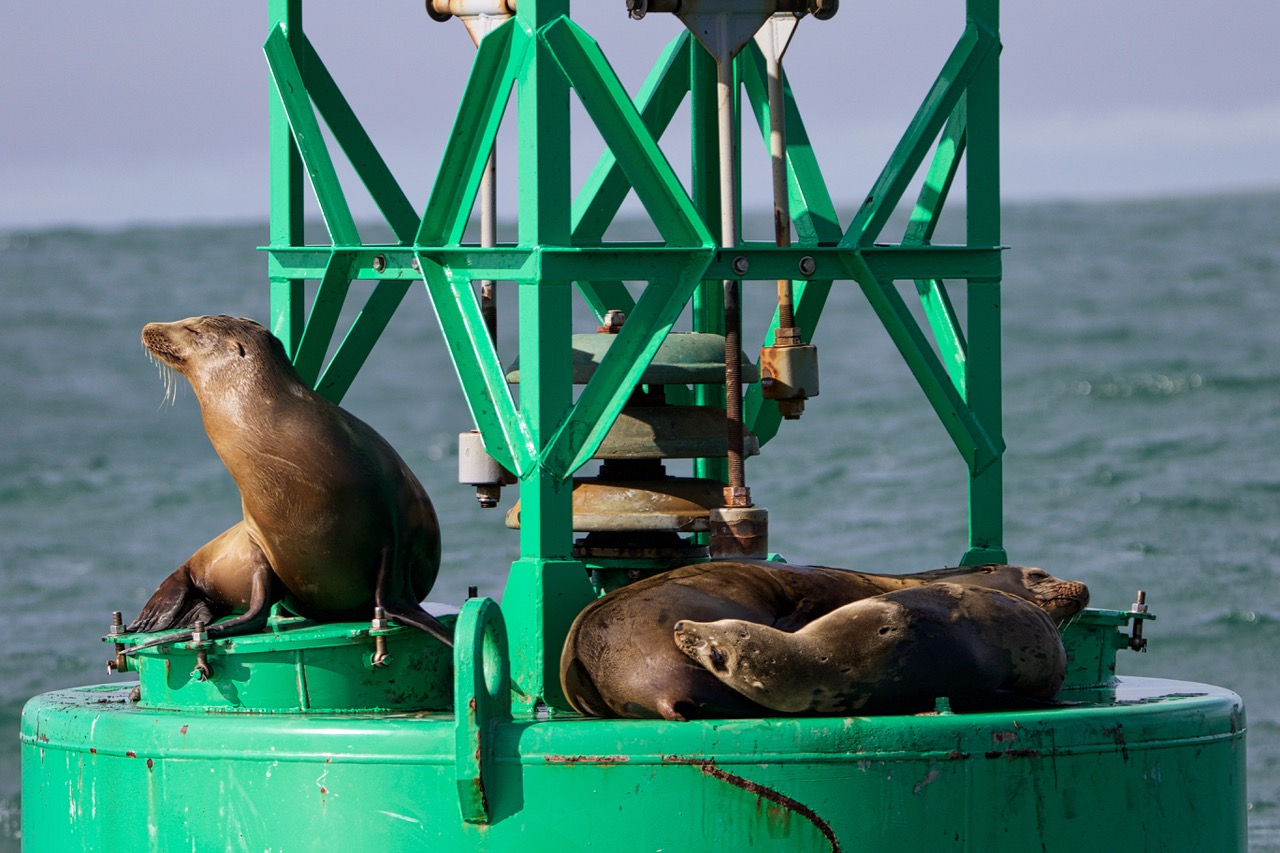
Belboei

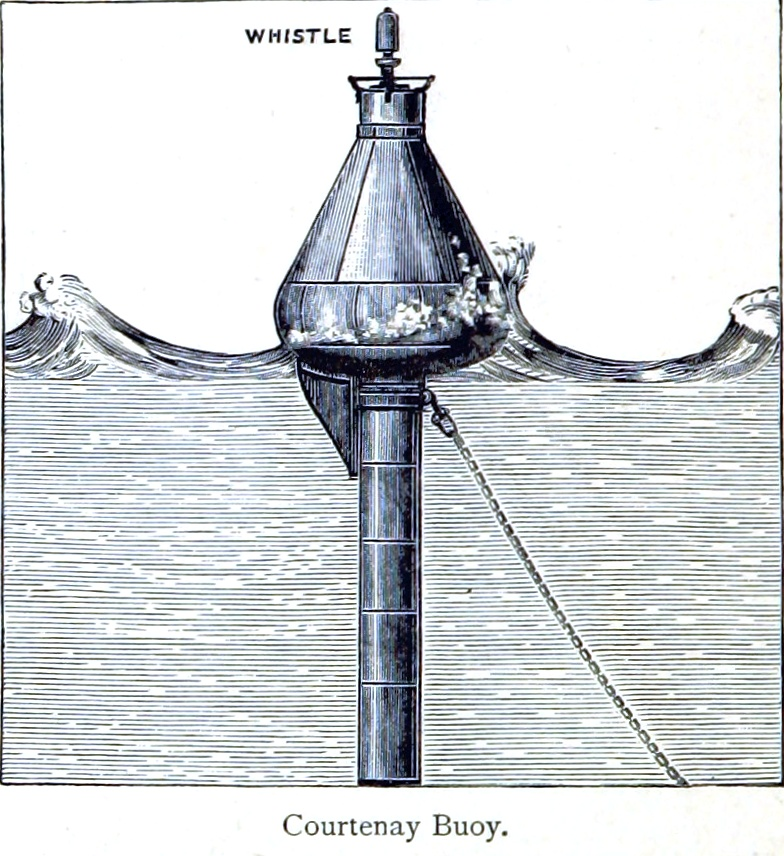
Courtenay-Brulboei

Een brulboei is een ton op zee die geluid kan maken en wel dat van een laag gestemde hoorn. De bedoeling is dat de boei ook herkenbaar is als deze niet zichtbaar is, dus 's nachts en tijdens mist. 
De boei bestaat uit een drijflichaam en een klokvormige constructie waarvan de onderrand zich in het water bevindt.
Boven in de klok bevindt zich een fluit.
Door de deining stijgt en daalt het water in de klok, waarbij de lucht door de fluit wordt geperst.
Deining is er in de praktijk altijd, zodat de brulboei altijd werkt. Dat zou niet het geval zijn als de wind door de fluit blies.
Er zijn ook boeien die andere geluiden maken zoals de belboei, waarin een bel is opgehangen.

## Andere betekenis
Iemand die extreem luidruchtig is wordt ook wel een brulboei genoemd.